# Prachantakham (huyện)
Prachantakham (tiếng Thái: ประจันตคาม) là một huyện (Amphoe) của tỉnh Prachinburi, phía đông Thái Lan.

## Địa lý
Các huyện giáp ranh (từ phía đông theo chiều kim đồng hồ) là: Na Di, Kabin Buri, Si Maha Phot, Mueang Prachinburi của tỉnh Prachinburi, Pak Phli của tỉnh Nakhon Nayok, Pak Chong và Wang Nam Khiao của tỉnh Nakhon Ratchasima.

## Hành chính
Huyện này được chia thành 9 phó huyện (tambon), các đơn vị này lại được chia ra thành 106 làng (muban). Prachantakham là một thị trấn (thesaban tambon) nằm trên một phần của tambon Prachantakham. Có 9 Tổ chức hành chính tambon.
| STT. | Tên           | Tên Thái  | Số làng | Dân số |  |
| ---- | ------------- | --------- | ------- | ------ |  |
| 1.   | Prachantakham | ประจันตคาม | 11      | 8.977  |  |
| 2.   | Ko Loi        | เกาะลอย   | 7       | 4.704  |  |
| 3.   | Ban Hoi       | บ้านหอย    | 10      | 4.479  |  |
| 4.   | Nong Saeng    | หนองแสง   | 6       | 3.394  |  |
| 5.   | Dong Bang     | ดงบัง      | 10      | 4.054  |  |
| 6.   | Kham Tanot    | คำโตนด    | 18      | 7.054  |  |
| 7.   | Bu Fai        | บุฝ้าย      | 13      | 4.859  |  |
| 8.   | Nong Kaeo     | หนองแก้ว   | 12      | 4.651  |  |
| 9.   | Pho Ngam      | โพธิ์งาม    | 19      | 10.398 |  |